# 잉여인간 (러시아)
잉여인간(러시아어: лишний человек 리시니 첼로베크[*])은 러시아어로 추가(extra)적인 사람을 뜻하며 1840년대에 러시아의 문학의 한 개념이다. 즉, 어느 한 개인이 재능이 있으나, 사회적 규범에 적응하지 못하는 의미이다. 대부분의 경우 이 개인은 부와 특권이 있는 가정에서 태어나며 자란다. 이들은 주로 도막, 음주, 연애, 격투등에 휩싸이며 사회적 일에는 무관심하고, 그들의 행동 때문에 주변사람들이 곤경에 빠지곤 한다.  이들은 다른 사람들을 조종하고 노예로 삼아 자신들의 위로와 안전을 꾀하곤 한다.  이 용어는 이반 투르게네프의 <잉여인간의 일기>로 인해 통용되었고, 초기 소설들의 인물에 적용되기 시작하였다.  일례로 이반 곤차로프의 오블로모프가 있다.  

## 같이 보기
- 영웅사관